# (143) Adria
(143) Adria est un astéroïde de la ceinture principale découvert par Johann Palisa le 23 février 1875.